# Havenbeheer Suriname
N.V. Havenbeheer Suriname is een naamloze vennootschap die is opgericht met als doel het algeheel beheer van de havenfaciliteiten in Suriname en met name Paramaribo.

## Geschiedenis
Eeuwen geleden was de eerste haven van Suriname gelegen aan de Waterkant. Dit deel van de stad werd gezien als oorspronkelijk handelscentrum, en werd door de vrije arbeiders gebruikt als route naar hun bestemming, meestal de plantages.
Na de Tweede Wereldoorlog nam de handel toe. De haven kreeg meer in- en uitvoer van goederen te verwerken, waardoor een systematische aanpak van de handel vereist was. De Waterkant voldeed niet meer aan de veranderende verlangens van de gebruikers. Het handelscentrum was beperkt in oppervlakte wat uitbreiding praktisch onmogelijk maakte, door de toenemende verkeersdrukte in dat stadsgedeelte. Tevens behoorden de beste havenfaciliteiten toe aan de Koninklijke Nederlandse Stoomboot-Maatschappij (KNSM). De bevoegde regeringen vanaf de jaren 60 namen dan ook het besluit een eigen complex te bouwen dat wel onder het beheer van de Surinaamse overheid zou staan.
Op 11 maart 1971 werd de oprichtingsakte gepasseerd, waarmee de N.V. Havenbeheer Suriname als rechtspersoon bekrachtigd werd. De rechtsvorm die gekozen is, vloeide uit de voorwaarden gesteld voor de lening van het Europees Ontwikkelingsfonds.

## Locaties onder beheer

#### De Nieuwe Haven

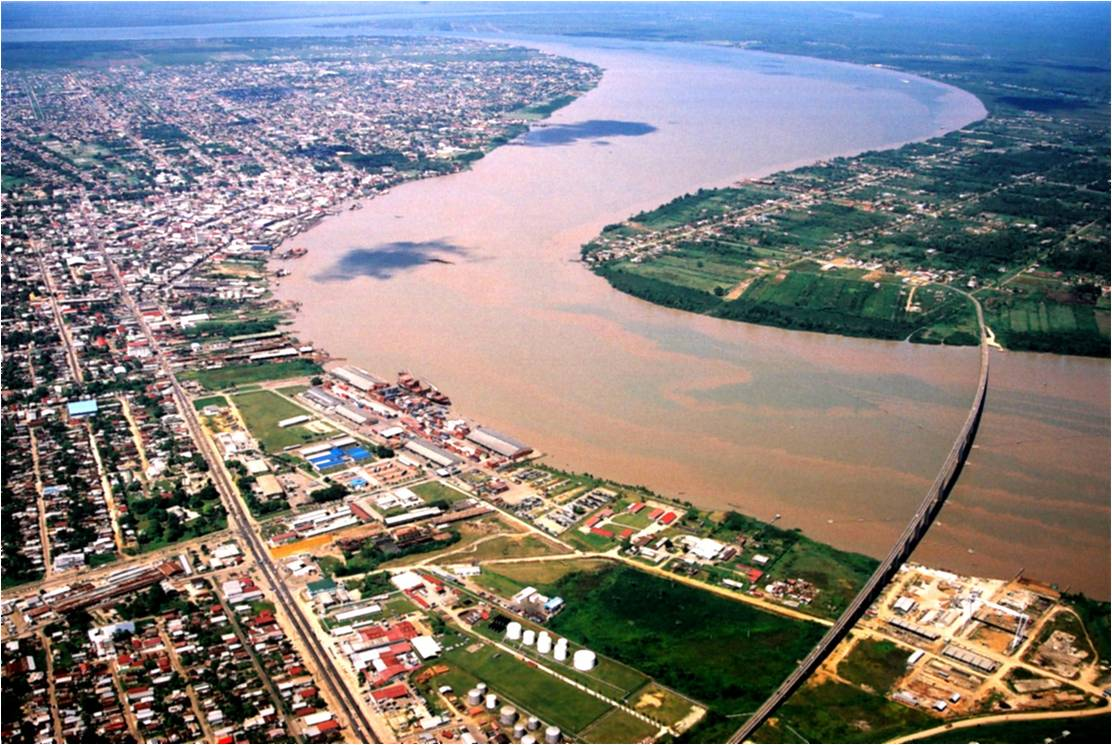
Luchtfoto Nieuwe Haven

De terminal ligt bij Paramaribo aan de Surinamerivier op circa 40 kilometer van de monding van de rivier in de Atlantische Oceaan. Schepen met een maximale diepgang van bijna 7 meter kunnen de haven aandoen. De Nieuwe Haven beslaat in totaal zo'n 55 hectare haventerrein. De kade is 600 meter lang, waar vier schepen van ongeveer 100 meter geaccommodeerd kunnen worden. Meer dan 90% van de importen en exporten van Suriname, behalve aluinaarde en ruwe olie, verlopen via de Nieuwe Haven Terminal.
Het beleid van de havenbeheerder is gericht op het verhogen van efficiëntie van havenoperaties, diversificatie van inkomstenbronnen middels investeringen in infrastructuur gericht op economische activiteiten, een verbeterde interne organisatie, onderhoud van bestaande infrastructuur, Human Resource Development, regulering en havenbeveiliging en optimaliseren van de veiligheid.
Onlangs is men begonnen met de rehabilitatie van de Nieuwe Haven Terminal te Paramaribo. Dit is een heel groot project, dat gefinancierd wordt door de Europese Unie. In 2011 heeft DP World een meerderheidsbelang genomen in Integra Port Services en Suriname Port Services met de intentie de overslagcapaciteit te verdubbelen naar ruim 200.000 TEU.

#### De Oliesteiger
Het bedrijf exploiteert een steiger waar olietankers van Esso Standard Oil en Texaco ongeveer 70% van de Surinaamse geïmporteerde brandstof lossen. De steiger biedt ook bunkerfaciliteiten aan lokale en buitenlandse vissersschepen en anders in Suriname geregistreerde zeeschepen. Verder zal Staatsolie gebruikmaken van de steiger voor het laden van ruwe olie. De bouw van de oliesteiger is gefinancierd uit eigen middelen.
Eind 2014 is een nieuwe Staatsolie raffinaderij in productie gekomen. De raffinaderij heeft zo'n $700 miljoen gekost en kan per dag zo'n 8000 barrels aan dieselolie produceren, 2800 barrels aan benzine, 5000 barrels aan stookolie en  100 ton aan bitumen.

#### De haven te Nieuw-Nickerie
In 1995 werd het beheer en de exploitatie van de haven van Nieuw-Nickerie overgedragen aan de Havenbeheer Suriname. 
In 2002 werd de haven van Nieuw-Nickerie overgenomen door dit bedrijf en wel door de Scheepvaart Maatschappij Suriname. 
Het haventerrein ligt zo'n 12 kilometer landinwaarts aan de Nickerie in het noordwesten van Suriname. Het terrein is 1,5 hectare groot en schepen met een maximale diepgang van 4,5 meter bij eb kunnen af- en aanmeren. De diepgang bij de monding is slechts 3,7 meter bij hoogtij. De faciliteiten worden gebruikt voor de import van landbouwchemicaliën, de export van landbouwproducten zoals rijst en doorvoerlading.